# Gvajak
Gvajak (lat. Guaiacum), biljni rod iz porodice dvoliskovica smješten u potporodicu Larreoideae. Rodu pripada nekoliko vrsta korisnog vazdazelenog drveća rasprostranjenog od Južne Amerike na sjever do Meksika, i preko Kariba do Floride.

## Vrste
1. Guaiacum coulteri A.Gray; Meksiko, Gvatemala
2. Guaiacum nellii (G.Navarro) Christenh. & Byng; Bolivija
3. Guaiacum officinale L.; Florida, Karibi, Peru, Kolumbija, Venezuela, Gvajana, Surinam
4. Guaiacum sanctum L.; Srednja Amerika, Karibi, Florida
5. Guaiacum unijugum Brandegee; Meksiko

## Sinonimi
- Guajacum Plum. ex L.
- Izozogia G.Navarro

## Vanjske poveznice
|  | Zajednički poslužitelj ima još gradiva o temi Guaiacum |
|  | Wikivrste imaju podatke o taksonu Guaiacum             |